# 德铁信可

德铁信可标志

德铁信可（德語：DB Schenker）是德国国有铁路运营商德国铁路股份公司一个业务部门，主要负责运输及物流的运营。它成立于2007年2月，与负责客运业务的德铁线路和负责基础设施业务的德铁网群共同构成德国铁路的最大品牌。

## 业务
德铁信可是领先的全球整合的物流服务供应商的之一，其所有的运输和物流业务结合起来共拥有超过88000名雇员，遍布在130多个国家的约2000个场所。德铁信可目前拥有2个业务单位：
- 德铁信可铁路
- 德铁信可物流

其中德铁信可物流下辖3个部门：负责欧洲公路运输的陆地货运部、负责全球航空运输及水路运输运的航空/航海货运部以及负责合同物流的合同物流/供应链管理部，并负责与工业和贸易企业的长期合作。
德铁信可铁路则从事德国铁路的货物铁路运输的业务领域，其中德国铁路将其所有国内及欧洲的轨道货运业务捆绑在此。德铁信可铁路按照其区域的结构化业务又分为西部（英国、法国、西班牙和葡萄牙）、中部（德国、荷兰、丹麦、瑞典、瑞士和意大利）、东部（波兰、捷克、斯洛伐克、俄罗斯和白俄罗斯）、跨区域汽车部门和多样式联运部门。
根据2010年7月的一项决定，从2013年开始，德铁信可的运输及物流业务董事会将搬迁至法兰克福空桥花园的中心。在此之前，其营运总部遍及柏林、埃森和美因茨。靠近法兰克福机场的新总部有15层楼高，在此将会创造总共450个就业职位 。